# 全日本一輪車競技大会 (ソロ演技部門)
全日本一輪車競技大会（ソロ演技部門）（ぜんにほんいちりんしゃきょうぎたいかい ソロえんぎぶもん）とは、公益社団法人日本一輪車協会（JUA）が主催する一輪車演技部門の全日本大会のうち、ソロ部門の大会である。
日本一輪車協会が主催する演技部門の全日本大会はこの他、ペア・グループ演技部門の大会と舞台演技部門の大会がある。
ペア演技部門とグループ演技部門は同一日に開催される一方、ソロ大会は別の日程・会場で開催されることから、このように表現される。

## 概要
一輪車競技の演技部門とは、一輪車に乗りながら曲に合わせてグループ（又はペア、ソロ）による演技を行い、その芸術性や一輪車乗車の技術力を競う競技である。スケート競技におけるフィギュア部門に相当する。ソロ・ペア・グループ演技部門は体育館のフロアを使って演技を行うが、ホールのステージを使って演技を行う部門が舞台演技部門である。
ソロ演技の大会は、1984年に第１回大会が開催され、2011年大会は第24回大会である。
一輪車競技の盛んなJUA静岡県一輪車連盟が共催となり、例年11月下旬の休日に、静岡市北部体育館で開催される。
2011年大会では8都県の35クラブから、選手98人が出場している。

## 参加資格・部門・出場クラス・競技方法
- 参加資格 
  - 主催者が定める競技規定・ルールとマナーを守れる、全日本ペア演技部門出場レベルの選手で、事前審査に通過した者。
- 部門
  - アーティスティック部門（芸術性を中心とした競技部門） - 演技時間：2分30秒
  - エクストリーム部門（技術性を中心とした競技部門） - 演技時間：2分30秒
タイヤ・ペダル・サドルは、室内専用のものを使用し、床にキズがつく一輪車は使用禁止。
- 出場クラス
  - エクストリーム部門はクラス分けがなく、男子も1クラスであるが、女子については小学生・中学生・高校生以上の3クラスに分かれる。
- 競技方法
  - 各部門・各クラス順に参加者が一度だけ演技を行い、審査員による採点により順位を決定する。

## 事前審査
予選となる地方大会はなく、参加を希望する者は事前に演技をビデオ撮影し、提出されたビデオにより事前審査を行い大会参加者を決定するが、前年度大会入賞者は一定の条件で事前審査が免除される（2008年大会まではビデオによる事前審査がなく、各一輪車クラブからの推薦による出場であった。）。2010年大会では、138人のエントリーに対し、事前審査通過者は98人であった。

## 表彰
各部門・クラスごとに、上位6位までが表彰されるが、クラスの出場人数により、表彰者は増減させている。アーティスティック部門女子については、高校生以上のクラス優勝者がチャンピオンとされる。
その他に特別表彰として以下がある。
- （公社）日本一輪車協会会長杯（出場者の多い部門の優勝者に授与）